# Александров, Пётр Алексеевич (металлург)

Лауреаты Государственной премии СССР 1969 г. Первый ряд слева: Голивец Г. А., Победоносцев Ю. К., Матюшин П. П., Александров П. А. Второй ряд: Егизаров А. А., Нагибин В. Д.

Пётр Алексеевич Александров (1929—1997) — советский металлург, лауреат Государственной премии СССР.

## Биография
Родился 28 июня 1929 года в селе Алексеевка (в настоящее время расположено на территории Новосибирского района Новосибирской области).
После окончания Казахского горнометаллургического института (1954) работал на Балхашском медеплавильном заводе: мастер медеплавильного цеха, старший мастер, начальник конверторного участка, с 1967 года заместитель начальника сернокислотного цеха, в 1971—1977 гг. заместитель начальника производственно-технического отдела БГМК, начальник медеплавильного цеха, с 1977 гл. инженер Балхашского горно-металлургического комбината.
Заслуженный металлург Казахской ССР (1965), лауреат Государственной премии Казахской ССР, лауреат Государственной премии СССР (1969 — за участие в разработке и внедрении новых прогрессивных технологических процессов).
Награждён орденом Трудового Красного Знамени, медалью «За трудовую доблесть».
Умер в 1997 году в г. Балхаш.